# Noah Puckerman
Noah Puckerman is een personage van de Amerikaanse televisieserie Glee van Fox Broadcasting Company, gespeeld door Mark Salling. Hij is een van de leden van de fictieve Glee Club op het McKinley High en de feitelijk bestaande Glee Cast.
Puckerman is ontwikkeld door de Glee makers Ryan Murphy, Brad Falchuk en Ian Brennan. Hij is de beste vriend en football teamgenoot van Finn Hudson (Cory Monteith) en keurt in eerste instantie de toetreding van Finn tot de 'New Directions' Glee Club op het William McKinley High School af. Uiteindelijk komt hij zelf bij de club.
In 2010 werd Salling genomineerd in de categorie 'Teen Choice Award for Choice TV: Breakout Star Male' voor zijn werk als Puck, en in 2011 in de categorie 'Choice TV: Scene Stealer Male'.